# جيريمي جاكوبس
جيريمي جاكوبس (بالإنجليزية: Jeremy Jacobs)‏ هو شخصية أعمال أمريكي، ولد في 21 يناير 1940 في بوفالو في الولايات المتحدة.